# John N. Garner
John Nance Garner III (22 de noviembre de 1868 - 7 de noviembre de 1967), conocido entre sus contemporáneos como "Cactus Jack", fue un político y abogado estadounidense. Fue el 32.° vicepresidente de los Estados Unidos desde 1933 hasta 1941 bajo el mandato del presidente Franklin D. Roosevelt. También fue el 39.º presidente de la Cámara de Representantes de los Estados Unidos de 1931 a 1933. Garner y Schuyler Colfax son los únicos políticos que presiden ambas cámaras del Congreso.
Garner comenzó su carrera política como juez del condado de Uvalde. Sirvió en la Cámara de Representantes de Texas de 1898 a 1902 y ganó las elecciones para representar a Texas en la Cámara de Representantes de los Estados Unidos en 1902. Representó al distrito 15 del Congreso de Texas desde 1903 hasta 1933. Garner se desempeñó como líder de la minoría de la Cámara desde 1929 hasta 1931 y fue elevado a presidente de la Cámara cuando los demócratas obtuvieron el control de la Cámara luego de las elecciones de 1930.
Garner buscó la nominación presidencial demócrata en las elecciones presidenciales de 1932, pero accedió a servir como compañero de fórmula de Franklin D. Roosevelt. Roosevelt y Garner ganaron las elecciones de 1932 y fueron reelegidos en 1936. Un sureño conservador, Garner se opuso a las huelgas de brazos caídos de los sindicatos y al gasto deficitario del New Deal. Rompió con Roosevelt a principios de 1937 por la cuestión de ampliar la Corte Suprema y ayudó a derrotarla con el argumento de que centralizaba demasiado poder en manos del presidente. Garner volvió a buscar la presidencia en las elecciones presidenciales de 1940, pero Roosevelt ganó la nominación presidencial del partido y eligió a Henry A. Wallace como su compañero de fórmula.

## Biografía

### Primeros años
Garner nació el 22 de noviembre de 1868 en una cabaña de troncos en el condado de Red River, en el estado de Texas, hijo de John Nance Garner II y su esposa, Sarah Guest Garner. Esa cabaña de troncos llena de lodo ya no existe, pero la gran casa blanca de dos pisos donde se crio sobrevive y está ubicada en 260 South Main Street en Detroit, al norte de Texas.
Garner asistió a la Universidad Vanderbilt en Nashville, durante solo un semestre antes de abandonar los estudios y regresar a casa. Estudió derecho en la firma Sims and Wright en Clarksville, Texas, fue admitido en el colegio de abogados en 1890, y comenzó a ejercer en Uvalde.
En 1893, ingresó a la política y se postuló para juez del condado de Uvalde, el principal funcionario administrativo del condado. Se opuso en las primarias a una mujer: Mariette "Ettie" Rheiner, la hija de un ranchero. Garner ganó, y con la nominación demócrata vista como equivalente a una elección en el Solid South posterior a la Guerra de Secesión, fue elegido juez del condado y sirvió hasta 1896.
Garner y Rheiner comenzaron a salir después de las primarias. Se casaron en Sabinal el 25 de noviembre de 1895. Su hijo, Tully Charles Garner, se convirtió en banquero y hombre de negocios. Mariette Garner se desempeñó como secretaria de su esposo a lo largo de su carrera en el Congreso y Segunda Dama de los Estados Unidos durante el mandato de su esposo como vicepresidente.

### En la política de Texas

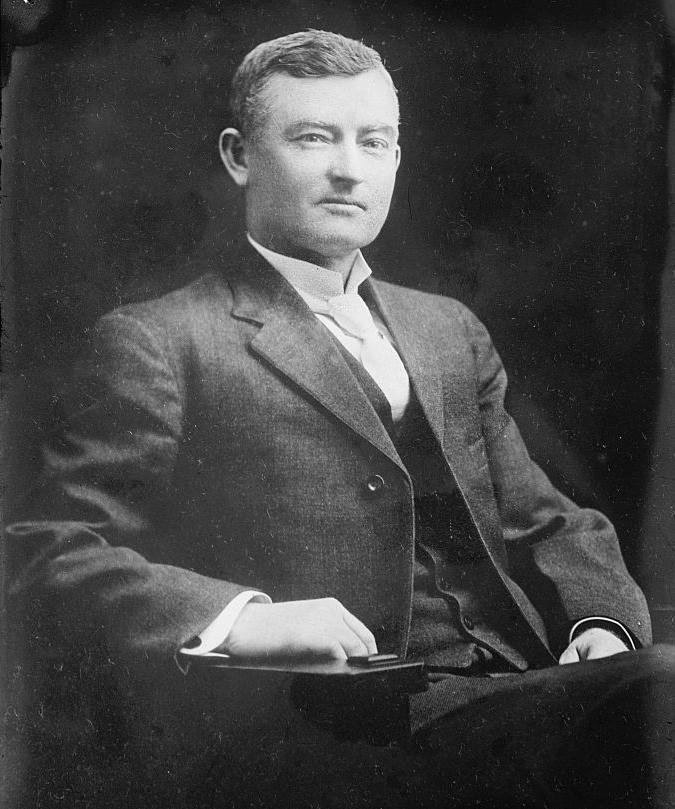
John Nance Garner como congresista

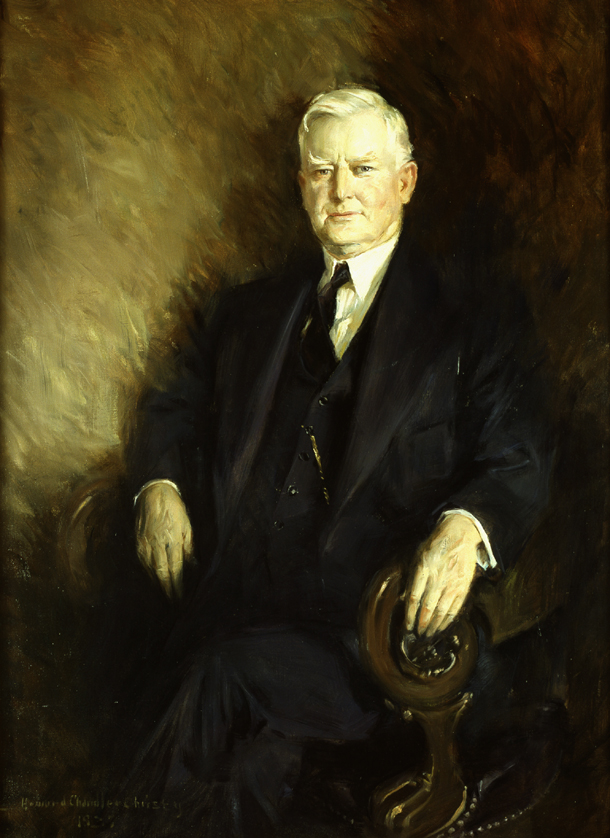
Garner como presidente de la Cámara

Garner fue elegido miembro de la Cámara de Representantes de Texas en 1898 y reelegido en 1900. Durante su servicio, la legislatura seleccionó una flor estatal para Texas. Garner apoyó fervientemente al nopal por el honor y, por lo tanto, se ganó el apodo de "Cactus Jack". (La planta elegida fue el bluebonnet).
En 1901, Garner votó a favor del impuesto electoral, una medida aprobada por la legislatura dominada por los demócratas para dificultar el registro de votantes y reducir la cantidad de votantes negros, minoritarios y blancos pobres en las listas de votantes. Esto privó de sus derechos a la mayoría de los votantes minoritarios hasta la década de 1960 y puso fin a los desafíos al poder demócrata; Texas se convirtió en efecto en un estado de partido único.
Garner viajó por partes del sur de Texas controladas por el sistema de patronaje, consiguiendo el favor político de los terratenientes que ejercían un control casi total de la población local y las elecciones locales. Sus aliados crearon un distrito manipulado para él, el distrito 15 del Congreso, una franja angosta que se extiende hacia el sur para incluir decenas de miles de millas cuadradas de áreas rurales.
Garner fue elegido por primera vez a la Cámara de Representantes de los Estados Unidos en 1902. Fue elegido del distrito 14 veces posteriores, sirviendo hasta 1933. Su esposa fue pagada y trabajó como su secretaria privada durante este período. A lo largo de su carrera mantuvo su lealtad a los terratenientes blancos que controlaban las cabinas de votación en el sur de Texas. Consideró a su base de votantes mexicana como "inferior e indeseable como ciudadanos estadounidenses".
Garner fue elegido para servir como líder de la minoría de los demócratas en 1929 y en 1931 como presidente de la Cámara de Representantes de los Estados Unidos, cuando los demócratas se convirtieron en mayoría.
Garner apoyó la aprobación del impuesto federal sobre la renta, pero se opuso a la mayoría de los aranceles, excepto a los de lana y mohair, que eran importantes para su base en Texas. También creía en la inversión rural, trayendo dólares de los contribuyentes a los agricultores de la región de Brush Country en el sur de Texas.
Garner era popular entre sus compañeros miembros de la Cámara en ambos partidos. Ocupó lo que llamó su "junta de educación" durante la era de la Prohibición, un lugar de reunión para que los legisladores bebieran alcohol o, como lo llamó Garner, "dar un golpe por la libertad". (La "junta de educación" fue continuada por el futuro presidente Sam Rayburn después de que terminó la Prohibición y Garner dejó la Cámara).

### Vicepresidencia (1933-1941)

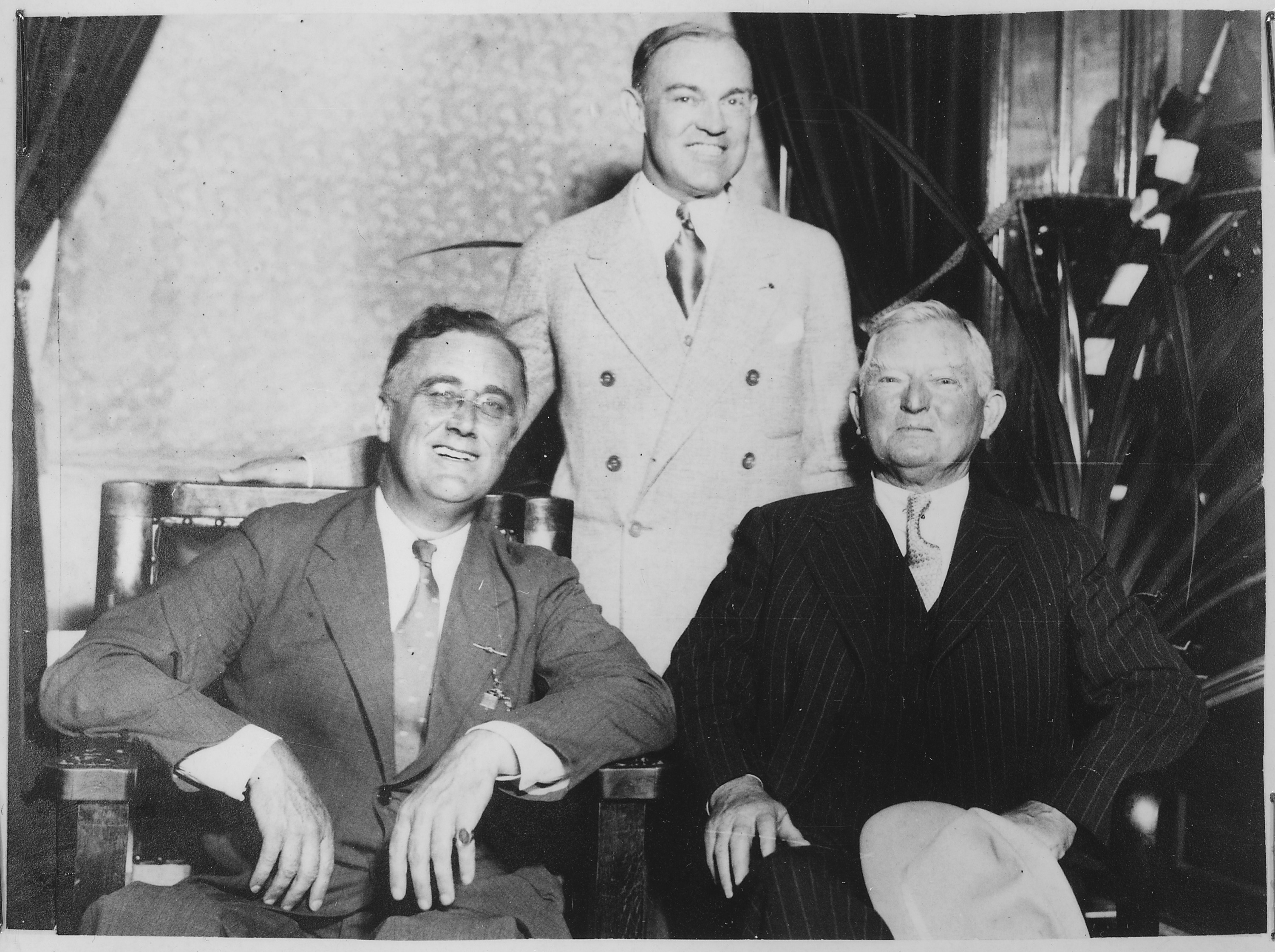
Garner con el gobernador Roosevelt y el gobernador de Kansas Harry Woodring en septiembre de 1932

En 1932, Garner se postuló para la nominación presidencial demócrata. Era evidente que Franklin D. Roosevelt, el gobernador de Nueva York, era el más fuerte de varios candidatos, pero aunque tenía una sólida mayoría de delegados a la convención, le faltaban 87,25 votos para alcanzar los dos tercios necesarios para la nominación. Después de que Garner llegó a un acuerdo con Roosevelt, lo que le permitió ganar la nominación, Garner se convirtió en su candidato a vicepresidente.
Garner fue reelegido para el 73.er Congreso el 8 de noviembre de 1932 y el mismo día fue elegido vicepresidente de los Estados Unidos. El 8 de febrero de 1933, el entonces vicepresidente Charles Curtis anunció la elección de su sucesor, el presidente de la Cámara Garner, mientras Garner estaba sentado junto a él en el estrado de la Cámara. Fue el segundo hombre, siendo Schuyler Colfax el primero, en servir como Portavoz de la Cámara y presidente del Senado. Garner fue reelegido vicepresidente con Roosevelt en 1936, ocupando ese cargo en total desde el 4 de marzo de 1933 hasta el 20 de enero de 1941.
Como la mayoría de los vicepresidentes de esta era, Garner tenía poco que hacer y poca influencia en las políticas del presidente. Describió la vicepresidencia como "no vale un balde de orina caliente" (durante muchos años, esta cita fue ridiculizada como "escupitajo caliente").
Durante el segundo mandato de Roosevelt, la relación anteriormente cálida de Garner con el presidente se agrió rápidamente, ya que Garner no estaba de acuerdo con él en una amplia gama de temas importantes. Garner apoyó la intervención federal para romper la huelga de brazos caídos de Flint, apoyó un presupuesto federal equilibrado, se opuso al proyecto de ley de reorganización judicial de 1937 para "llenar" la Corte Suprema con jueces adicionales y se opuso a la interferencia del ejecutivo en los asuntos internos del Congreso.
Durante 1938 y 1939, numerosos líderes del Partido Demócrata instaron a Garner a postularse para presidente en 1940. Garner se identificó como el campeón del establecimiento tradicional del Partido Demócrata, que a menudo chocaba con los partidarios del New Deal de Roosevelt. La encuesta de Gallup mostró que Garner era el favorito entre los votantes demócratas, sobre la base de la suposición de que Roosevelt respetaría la larga tradición de dos mandatos y no se postularía para un tercer mandato. El tiempo lo caracterizó el 15 de abril de 1940:

Cactus Jack tiene 71 años, es un conservador fuerte como un roble que no representa el Viejo Sur de magnolias, miriñaques, terrazas con columnas, sino el Nuevo Sur: lucrativo, industrial, duro, que todavía se expande demasiado rápido para pensar sobre los problemas sociales. Representa torres de perforación, alguaciles con aviones, rascacielos de pradera, granjas mecanizadas, sombreros Stetson de 100 dólares. El conservador John Garner atrae a muchos votantes conservadores.

Algunos otros demócratas no lo encontraron atractivo. En el testimonio ante el Congreso, el líder sindical John L. Lewis lo describió usando el tetrámetro como "un anciano malvado que molesta a los trabajadores, juega al póquer, bebe whisky".
Garner declaró su candidatura. Roosevelt se negó a decir si volvería a postularse. Si lo hiciera, era muy poco probable que Garner pudiera ganar la nominación, pero de todos modos Garner se mantuvo en la competencia. Se opuso a algunas de las políticas del New Deal de Roosevelt, sobre todo las relacionadas con atraer a los trabajadores, y, en principio, se opuso a los presidentes que cumplen terceros mandatos. Sin embargo, a Garner también se le atribuyó la conducción de una serie de proyectos de ley importantes a través del Congreso en la atmósfera de crisis de los primeros cien días en el cargo de Roosevelt y su relación con el presidente no se tensó hasta el segundo mandato de Roosevelt, cuando se desvanecieron sus esperanzas de bajar los impuestos y minar el New Deal. También participó activamente en las reuniones del Gabinete de Roosevelt sobre política nacional y estrategia legislativa, lo que también resultó en la transformación efectiva de la oficina anteriormente ceremonial de la Vicepresidencia. Sin embargo, el plan de "llenar la corte" del presidente de 1937 amplió la brecha con Garner, y el golpe final en su relación se produjo cuando el presidente intentó purgar a los miembros demócratas de la oposición en el Congreso en las elecciones de 1938.
En la Convención Nacional Demócrata, Roosevelt diseñó un llamado "espontáneo" para su renominación y ganó en la primera votación. Garner recibió solo 61 votos de 1093. Roosevelt eligió a Henry A. Wallace como su compañero de fórmula para la vicepresidencia.

### Últimos años y legado

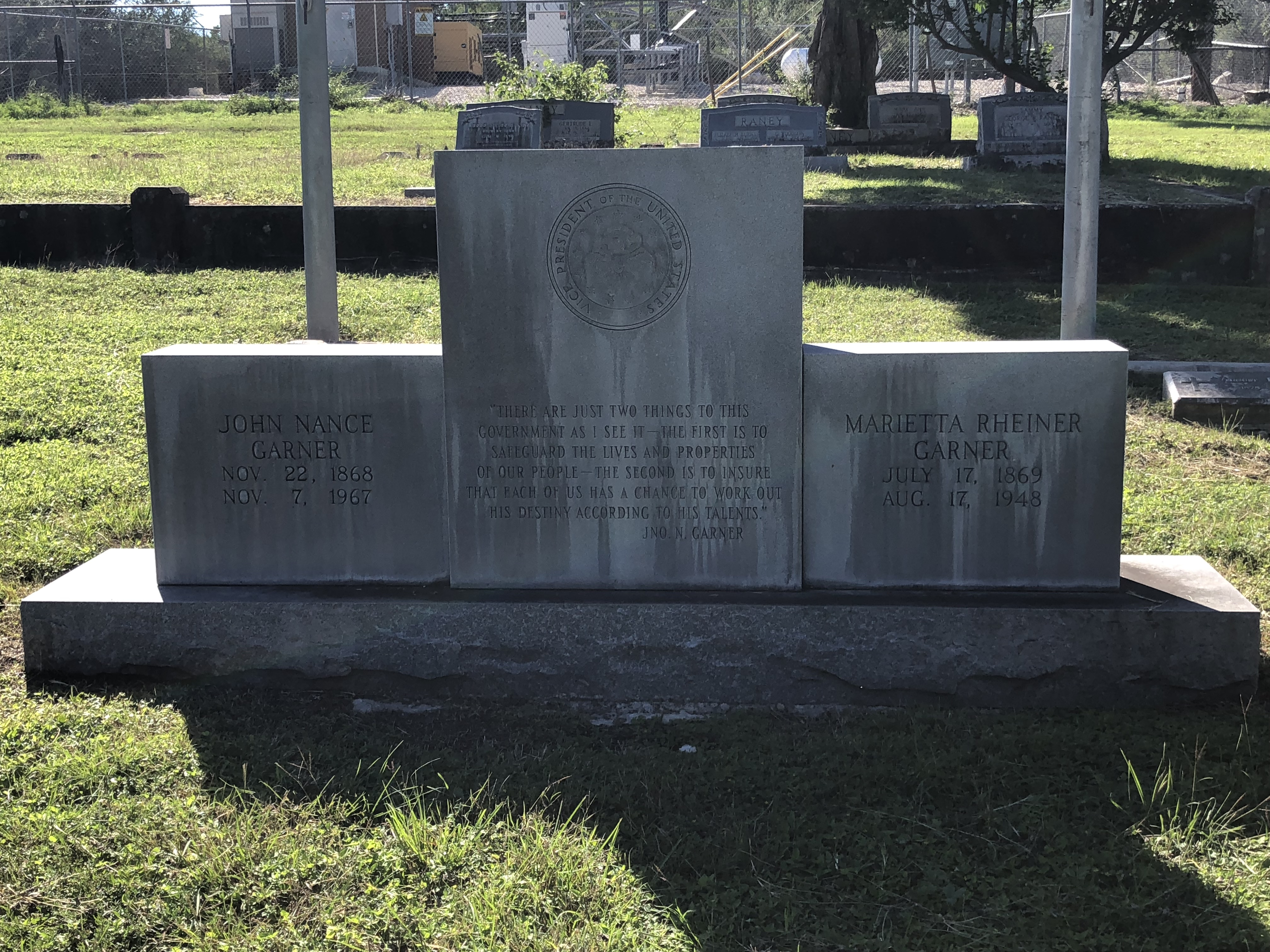
Tumba de John Nance Garner

Garner dejó el cargo el 20 de enero de 1941, poniendo fin a una carrera de 46 años en la vida pública. Se retiró a su casa en Uvalde durante los últimos 26 años de su vida, donde administró sus extensas propiedades inmobiliarias, pasó tiempo con sus bisnietos y pescaba. A lo largo de su retiro, fue consultado por políticos demócratas activos y fue especialmente cercano al sucesor de Roosevelt, Harry S. Truman.
En la mañana del el 22 de noviembre de 1963, el presidente John F. Kennedy lo llamó para desearle un feliz cumpleaños. Esto fue solo unas horas antes del asesinato de Kennedy. Dan Rather afirma que visitó el rancho Garner esa mañana para filmar una entrevista con él, a la que asistió Texas Wool, y que luego voló de regreso a Dallas desde Uvalde para depositar la película en la entonces afiliada de CBS KRLD-TV (ahora KDFW -TV propiedad y operación de Fox).
Garner murió el 7 de noviembre de 1967, a la edad de 98 años y 350 días. Está enterrado en el Cementerio de Uvalde. Es el vicepresidente más longevo en la historia de Estados Unidos, una distinción que anteriormente ostentaba Levi P. Morton (vicepresidente de Benjamin Harrison, quien murió en 1920 en su 96 cumpleaños).
Garner y Schuyler Colfax, vicepresidente bajo Ulysses S. Grant, son los dos únicos vicepresidentes que presidieron la Cámara de Representantes antes de convertirse en vicepresidente. Como el vicepresidente también es el presidente del Senado, Garner y Colfax son las únicas personas que han presidido ambas cámaras del Congreso.

El popular Parque Estatal Garner, ubicado a 48 km al norte de Uvalde, lleva su nombre, al igual que Garner Field, justo al este de Uvalde. El dormitorio de mujeres en Southwest Texas Junior College en Uvalde lleva el nombre de su esposa. La escuela secundaria John Garner, ubicada en el distrito escolar independiente del noreste de San Antonio, también lleva su nombre.

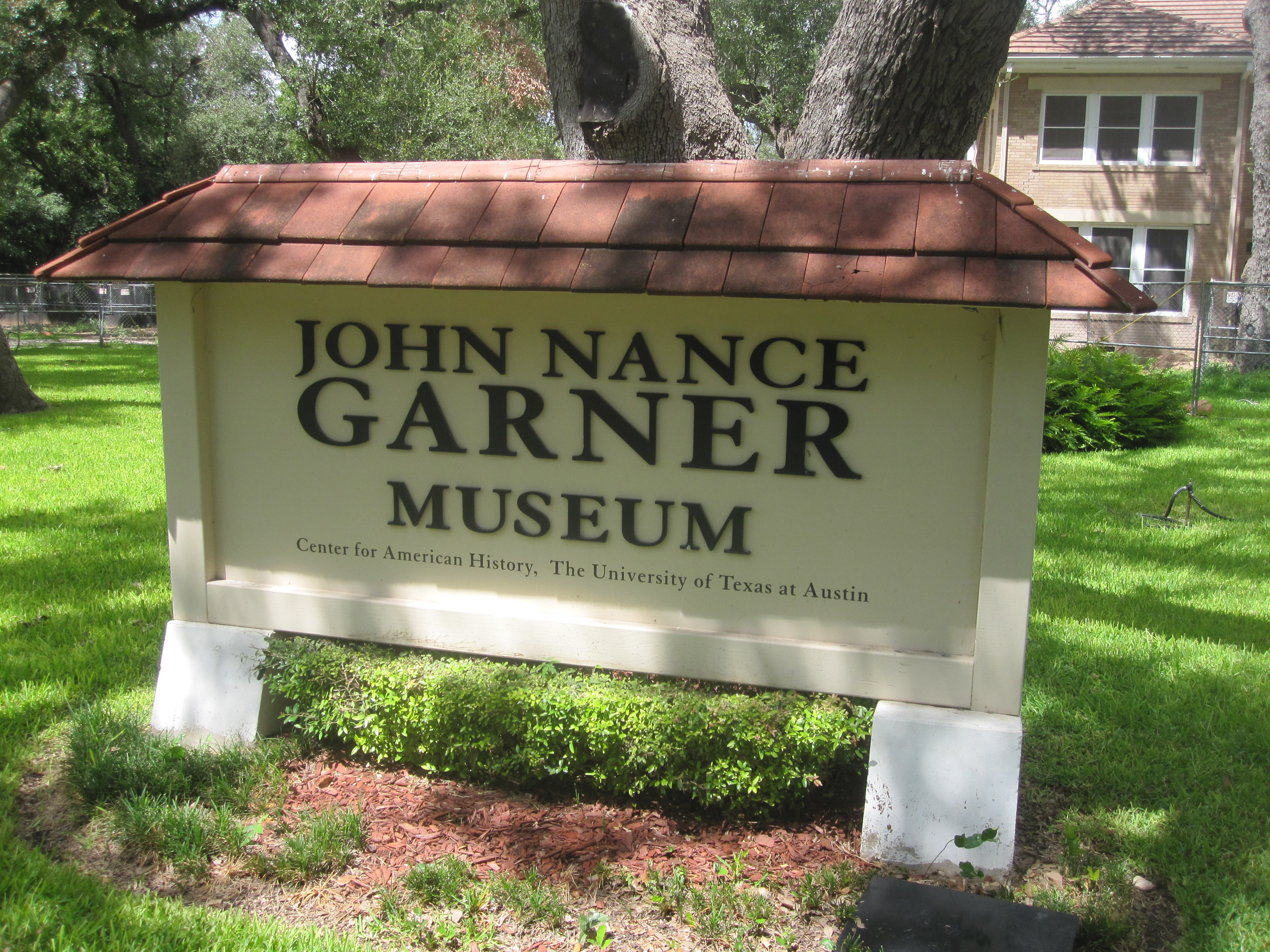
Museo John Nance Garner en Uvalde